# Amar otra vez
Amar otra vez es una telenovela mexicana producida por Lucero Suárez para Televisa en el año 2003. 
Está protagonizada por Irán Castillo y Valentino Lanús; y con las participaciones antagónicas de Vanessa Guzmán, Rafael Amaya y Guillermo García Cantú. Cuenta además con las actuaciones estelares de Angélica María, Nuria Bages, Margarita Magaña, Lourdes Munguía y Mario Casillas.

## Sinopsis
Rocío es una tenaz costurera que quiere especializarse en trajes de novia. En su pueblo confecciona su primer vestido de novia personalizado para su mejor amiga y en su boda recibe de sus manos un ramillete de novia artificial que anuncia su próximo matrimonio con Fernando, el amor de su vida. Fernando es hijo de Balbina, la mujer que la crio como si fuera su madre. Pero Rocío y Balbina desconocen que Fernando es tan cínico como su ambición. El finge su muerte en un accidente en la Ciudad de México donde reside un año atrás, dejando a Rocío plantada en la iglesia el mismo día de su boda. El objetivo de Fernando es casarse por un tiempo con Brenda, la hija del poderoso Guillermo, dueño de Textiles Montero, una millonaria empresa donde él trabaja. Rocío, descubre la verdad. Jura que un día, Fernando se lamentará por haberla dejado por otra por dinero y decide vivir en la capital y superarse saliendo adelante por sí misma y por su enorme talento.  Se muda junto con Balbina a un barrio popular donde conoce a Daniel, que también es engañado por Verónica, su novia, que lo ama pero es amante de Guillermo, el dueño de textiles Montero y padre de Brenda. Tras desenmascararla, Daniel intenta conquistar a Rocío para que vuelva a amar otra vez. Rocío va enamorándose de él, de su magnética y encantadora personalidad mientras sigue confeccionando trajes de novia para las chicas del barrio y luego para todo tipo de mujeres que requieren sus servicios. Va saliendo adelante. Pero un secreto sale a flote y un terrible accidente que termina en muerte, produce un giro inesperado que involucra a todos.

## Elenco
- Irán Castillo - Rocío Huertas Guzmán / Rocío Álvarez del Villar Miranda
- Valentino Lanús - Daniel Suárez González / Daniel Montero Suárez
- Rafael Amaya - Fernando Castañeda Eslava
- Angélica María - Balbina Eslava Vda de Castañeda
- Vanessa Guzmán - Verónica Santillán Vidal
- Lourdes Munguía - Estela Bustamante de Montero
- Margarita Magaña - Brenda Montero Bustamante
- Nuria Bages - Esperanza Suárez González
- Guillermo García Cantú - Guillermo Montero
- Carlos de la Mota - Sergio Santillán Millán
- Roberto Ballesteros - Julio Morales Ponce
- Eduardo Rivera - Ismael Pardo Iglesias
- Julio Camejo - Mateo Santillán Vidal
- Marcia Coutiño - Zoila Medina Castillo
- Gabriela Cano - Molly Chamorro Beltrán
- Mario Casillas - Manuel Chamorro Gutiérrez
- Isabel Martínez "La Tarabilla" - Laureana
- Patricia Martínez - Zenaida
- Anastasia - Adriana Candamo Rivadeneyra
- Ana Martín - Yolanda Beltrán
- Maribel Palmer - Fabiola Pineda Montoya
- Chela Castro - Antuca Ropolo viuda de Moya
- Marisol Mijares - Janet Chamorro Beltrán
- Maribel Fernández - Lucy Vidal
- Juan Imperio - Oscar Murguía
- Carmelita González - Lidia
- Carlos Espejel - Edilberto
- Rebeca Mankita - Peggy
- Arsenio Campos - Javier
- Carmen Becerra - Sandra Murguía Navarro
- Rodrigo Mejía - Gustavo Medina Castillo
- Jaime Lozano - Carrillo
- Justo Martínez - Padre Danilo
- Javier Ernez - Félix
- Roberto Miquel - Diego Gamba
- Maripaz García - Irma
- Marco Méndez - Gonzalo
- Lucy Tovar - Blanca
- Ricardo Vera - Juez
- Arturo Barba - Santiago
- Iliana de la Garza - Hortensia
- Polly - Josefina
- Juan Carlos Serrán - Bonifacio
- Gerardo Gallardo - Wilfredo
- Alberto Estrella - Alberto
- Ricardo Silva - Alfonso
- Patricia Martínez - Capitana Martha Quintanilla
- Catalina López - Milagros
- Fidel Zerda - Pepe
- Martín Rojas - Toño
- Adriana Barraza - Camelia
- Carmelita González - Lidia
- Claudia Elisa Aguilar - Ofelia
- Alejandra Jurado - Rebeca
- Rosenda Bernal - Sonia
- Adriana Acosta
- Adalberto Parra - Carlos
- Salim Rubiales - Eduardo
- Javier Ruán - Simón Quintanilla
- Roberto Freyria - Wally
- Arturo Paulet - Coronel
- Tania Vázquez - Modelo
- Andrés Puentes - Bruno
- Thelma Dorantes - Lourdes
- Luis Reynoso - Teniente Larios

## Equipo de producción
- Historia original y libretos: Pablo Serra, Erika Johanson
- Edición literaria: Julián Aguilar, Víctor Ontiveros
- Tema musical: Hoy
- Autor: Gian Marco Zignago
- Interpreta: Gloria Estefan
- Tema musical: No es amor
- Autores: Mark Taylor, Fernando Garibay, Paul Barry, Enrique Iglesias
- Interpreta: Enrique Iglesias
- Escenografía: Ángeles Márquez
- Ambientación: Érika Sánchez
- Diseño de vestuario: Carolina Calderón, Martha Leticia Rivera
- Coordinador musical: Jesús Blanco
- Musicalizador: Julio César Blanco
- Editores: Socorro Manrique, Héctor Flores
- Jefes de producción: Luis Bonillas, Marco Antonio Cano
- Coordinador de producción: Ángel Villaverde
- Dirección de cámaras en locación: Jorge Miguel Valdés
- Dirección de escena en locación: Claudia Elisa Aguilar
- Dirección de cámaras en foro: Ernesto Arreola
- Dirección de escena en foro: Gastón Tuset
- Productora ejecutiva: Lucero Suárez

## Música
La telenovela contó en sus transmisiones diferentes canciones acompañando los créditos principales, en Estados Unidos fue la canción Tu fotografía de la cantante Gloria Estefan, en México se utilizó la canción No es amor de Enrique Iglesias e internacionalmente la canción Hoy también de Gloria Estefan.